# Kamo no Mabuchi

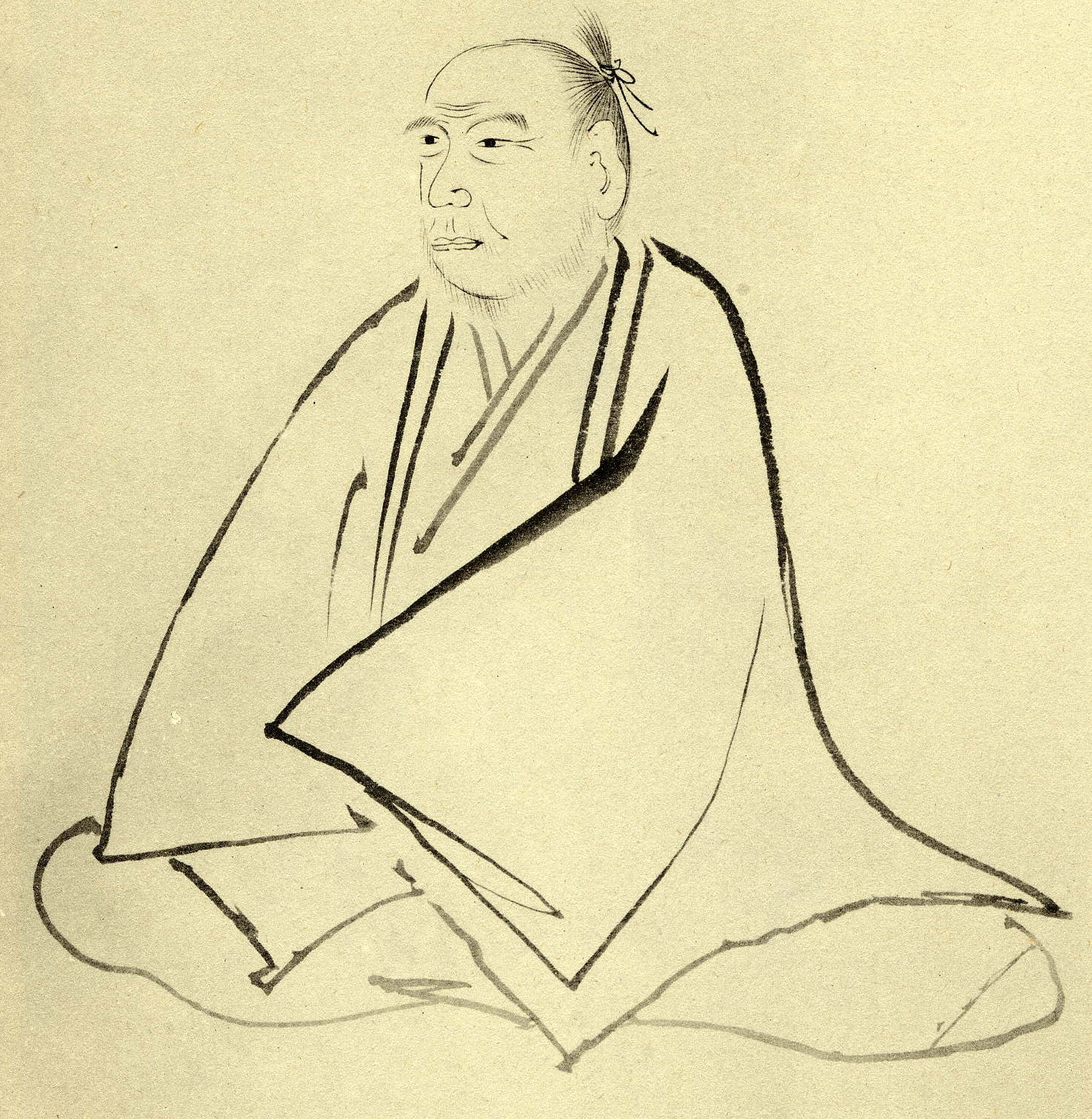
Kamo no Mabuchi

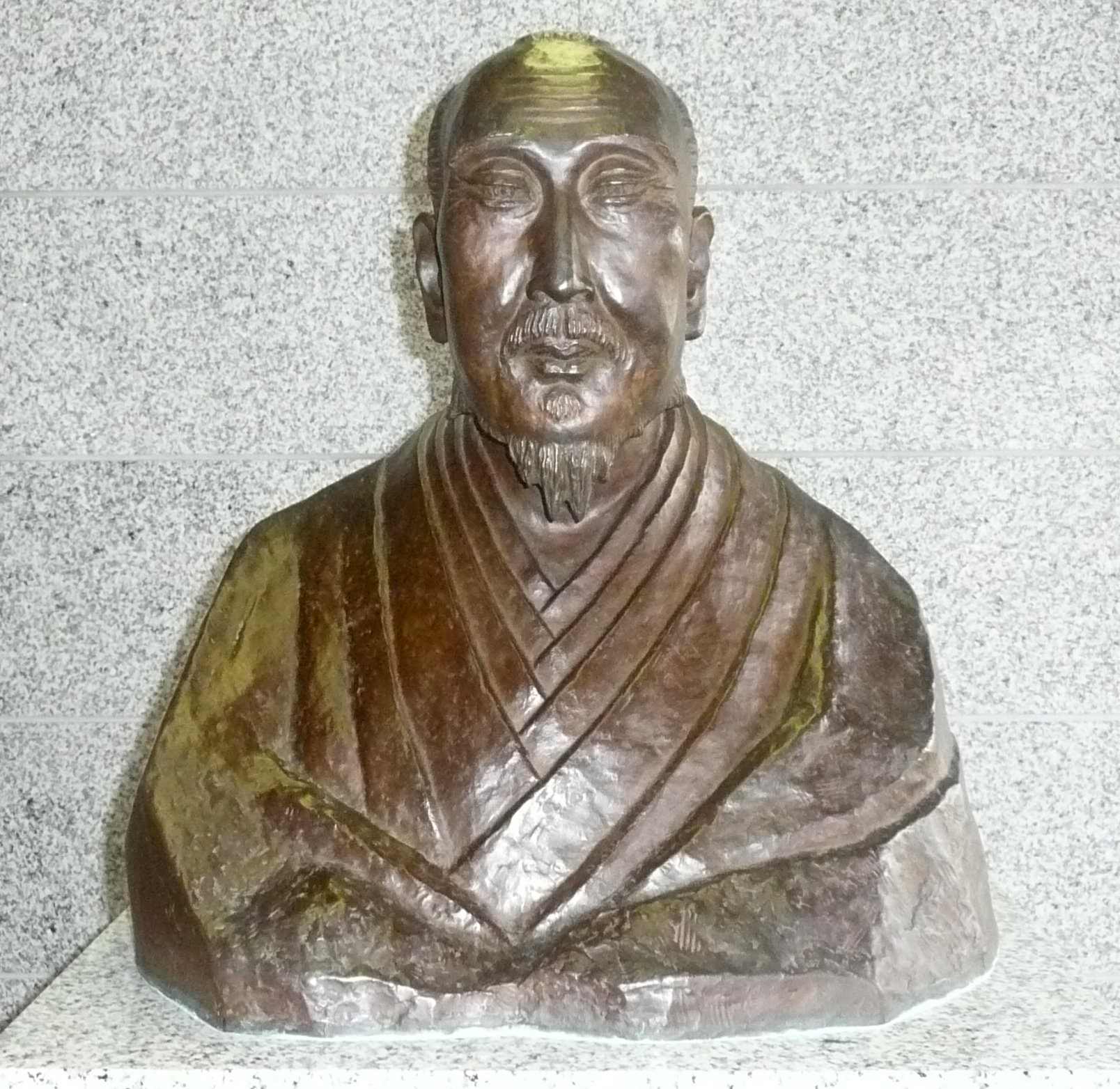
Büste von Kamo no Mabuchi in Hamamatsu

Kamo no Mabuchi (jap. 賀茂 真淵; * 24. April 1697; † 27. November 1769) war ein japanischer Waka-Dichter und Philologe (Textforscher).
Kamo war von 1733 bis 1736 Schüler von Kada no Azumamaro und stand dann im Dienst Tayasu Munetakis, des Sohnes des Shōguns Tokugawa Yoshimune. Gleich seinem Lehrer Kada no Azumamaro wird er zu den Gründern der literarischen und philosophischen Schule des Kokugaku (nationale Studien) gezählt.
Neben mehreren Abhandlungen zum Kokugaku (Bun’ikō, 1762; Kaikō, 1764; Kokuikō, 1765; Shoikō, 1766; Goikō, 1769) verfasste er Studien über das Man’yōshū (Man’yōkō, um 1765) und andere Werke der Literaturgeschichte (Kanjikō, 1757; Genji monogatari shinshaku, 1758; Nimanabi, 1765). Er plädierte für eine Rückkehr zum Dichtungsstil des Man’yōshū und bemühte sich um eine Wiederbelebung des Chōka-Stils innerhalb der Wakadichtung. Sein bekanntester Schüler war Motoori Norinaga.